# Битва у реки Пялькане
Битва у реки Пялькане — одно из сражений Северной войны 1700—1721. Пялькане (в некоторых русских источниках Пелкина) — река в Финляндии, соединяющая озера Пялькане-Веси и Маллас-Веси, у берегов которой 6 (17) октября 1713 года произошла битва между русским корпусом под командованием Ф. М. Апраксина и М. М. Голицына и шведскими войсками под командованием генерала К. Армфельдта.

## Предшествующие события
После занятия в 1713 году русскими войсками под личным предводительством Петра I Або и Гельсингфорса наступил перерыв в военных действиях. 10 сентября царь уехал в Санкт-Петербург, оставив во главе армии, собранной в Гельсингфорсе, генерал-адмирала Апраксина. Между тем шведский главнокомадующий Армфельдт собрал свои войска в тесном проходе у кирки Пялькане, находившейся на берегу одноимённой реки, на дороге из Онкала в Куопио к северу от озера Малас-Веси, где и укрепился. Апраксин, получивший сведения, что шведы собрались в окрестностях Тавастгуса, решил направиться против них. 20 сентября русская армия выступила из Гельсингфорса и к 28 сентября прибыла к Тавастгусу, который нашла покинутый противником. Небольшой гарнизон Тавастгуской крепости покинул её, отступив к своим главным силам в Пялькане, бросив в воду все пушки. 1 октября Апраксин продолжал наступление и на следующий день встал на позиции напротив противника.
Армфельд искусно расположил свои войска между озёрами Пялькане-Веси и Маллас-Веси, прикрывая фронт расположения рекою Пялькане. Это заставило Апраксина принять следующий план: демонстрируя намерение атаковать неприятеля с фронта, для чего на русском берегу были установлены батареи, атаковать шведов во фланг, для чего часть сил должна была быть переброшена на плотах через озеро Малас-Веси. Фронтальная атака должна была отвлечь внимание и силы противника от высаживающихся русских войск.

## Состав сил

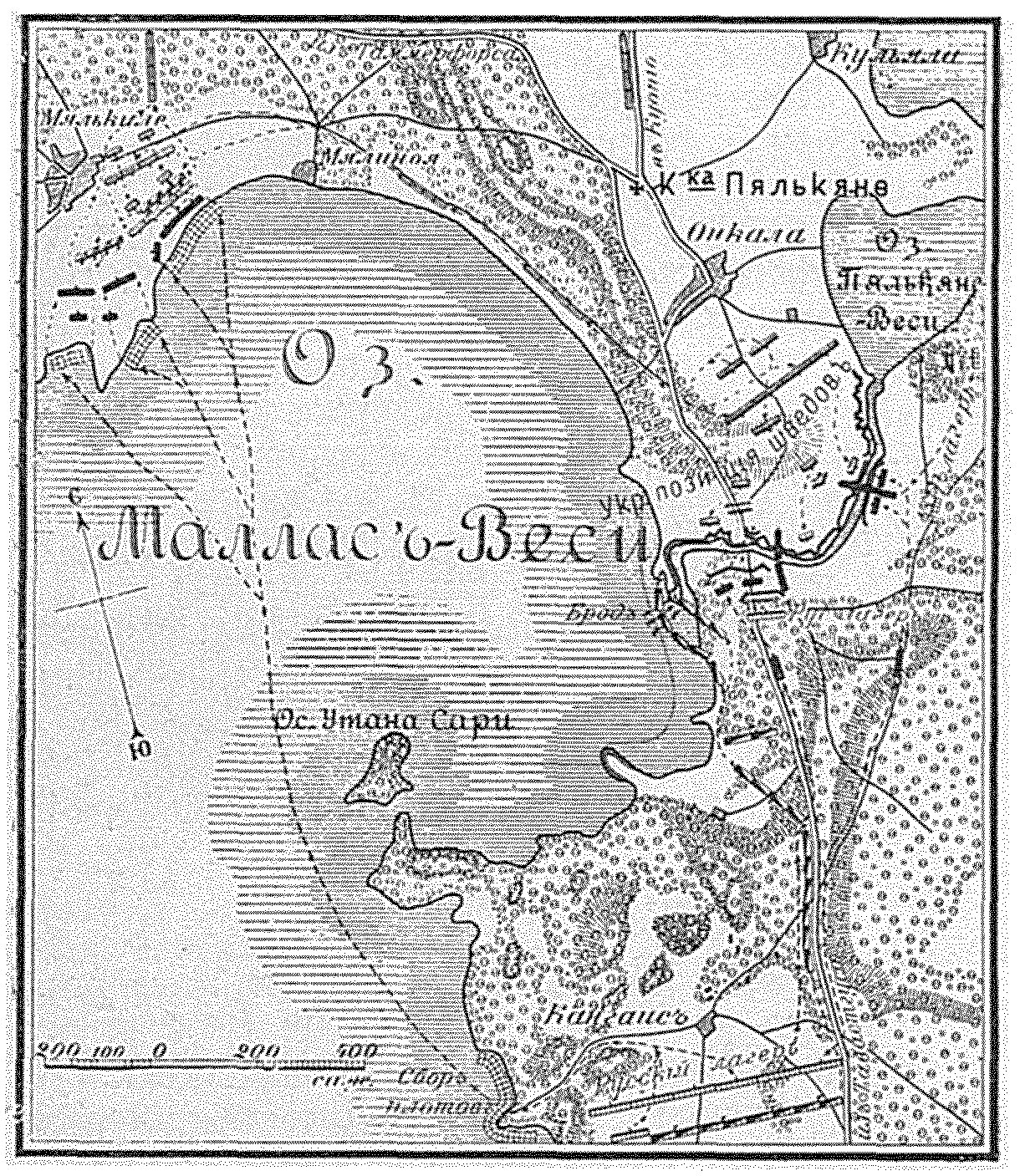
Театр военных действий
(рисунок из статьи «Пелкен»
«Военная энциклопедия Сытина»)

В составе русского корпуса находились следующие полки:
- пехотные:
- 1-й гренадерский
- 2-й гренадерский
- Московский

- Троицкий
- Галицкий
- Выборгский
- Нижегородский
- Архангелогородский
- Казанский
- Петербургский
- Великолуцкий
- Сибирский

- драгунские:

- Луцкий
- Вятский
- Вологодский
- Нарвский
- губернаторский эскадрон

## Битва
Первыми боевые действия открыли русские. В 5 часов утра 6000 человек под командованием генерал-лейтенантов князя М. М. Голицына и И. И. Бутурлина, а также генерал-майора Г. П. Чернышева были посажены на плоты. Поднявшийся туман способствовал высадке. Остальные войска, предназначенные для действия с фронта, были разделены на три колонны: правая и средняя пехотные, а левая конная. Правой командовал генерал-лейтенант Р. В. Брюс, средней — генерал-майор А. А. Головин, левой — лично Ф. М. Апраксин.
Армфельдт, узнав о приготовлениях русских к высадке и осознав опасность, которая угрожала его правому флангу и тылу, оставил в укреплениях на реке Пялькане треть своей пехоты под командованием генерал-майора Ла-Барра, а сам с оставшимися двумя третями пехоты и 700 драгунами направился против перебрасываемых через озеро Маллас-Веси русских войск. Драгуны Армфельдта первыми столкнулись с войсками Голицына. Местом высадки Голицын избрал берег озера в районе деревни Мялькиле в 2-х верстах от шведских окопов на реке Пялькане. Прибывшие к Мялькиле шведские драгуны вместо того, чтобы атаковать головные части высадившихся русских войск, затеяли с ними перестрелку. Русские постепенно усиливались, бой становился неравным и драгуны стали отходить к своей пехоте. Но в это время последняя уже подошла к месту боя и решительно двинулась на 2 тысячи русских войск, успевших высадиться на берегу. Последние под огнём шведов были отброшены в воду, но подоспевшие части отряда Голицына, в свою очередь, атаковали и опрокинули шведов, взяв их во фланг. Армфельдт, видя, что пехота не может продолжать бой, начал отступление к Таммерфорсу.
В то время как Голицын вёл бой с Армфельдтом, Ла-Барр сдерживал русских (численностью 8 000 человек) на фронте реки Пялькане. Под прикрытием своих батарей пехота Брюса и Головина готовилась переплыть реку на плотах, а кавалерия частью вплавь, частью вброд. Но действия на фронте были слишком трудны. Ла-Барр, пользуясь своим выгодным положением, дважды отбивал атаки, и лишь известие о неудаче Армфельдта и боязнь быть отрезанным отрядом Голицына заставили его отступить к Руовеси.

## Итоги битвы
Последний бой кампании 1713 года. Бой длился более трёх часов.
Потери русских войск составили 673 человека, из них 27 офицеров (убиты 1 полковник, 1 подполковник, 4 офицера, 112 унтер-офицеров и рядовых; ранены 21 офицер, 534 унтер-офицеров и рядовых).
Потери шведской армии: 8 орудий, 577 человек убитыми (до 800 человек убитыми и ранеными) и 233 человека были взяты в плен.
Оценивая действия сторон, следует признать вполне соответствующими обстановке распоряжения Апраксина и Армфельдта и отметить упорство в действиях шведской пехоты.
Шведы отступили к селению Лаппола, где уже 19 февраля 1714 года произошло очередное сражение.

## Факты
- В честь победы была выбита специальная настольная медаль «В память сражения при реке Пелкине. 6 октября 1713 г.»